# Rákosfalva (Románia)
Rákosfalva (Poiana Botizii) falu Romániában, Erdélyben, Máramaros megyében.

## Fekvése
Déstől 65 km-re, Magyarlápostól északkeletre, a Horgospatakától keleti irányban a 962 m. magas Persa és nyugatról a 827 m. magas Szeketura hegyek közt hosszan elnyúlva fekvő település.
A községen keresztül folyik a rákokban gazdag Batizpataka, amely Oláhlápos és Horgospataka közt balról a Lápos vizébe siet.

## Nevének eredete
Egykori Batiz neve személynév, Poján elnevezése erdők közt fekvő tisztást jelent, míg mai magyar Rákos nevét patakjában bőven előforduló rákjairól kapta.

## Története
Nevét 1344-ben Batiz néven említette először oklevél. Ekkor I. Lajos király akkori birtokosainak: Jakab mesternek, Miklós fiának, Batiz unokájának és rokonságának bányaművelési jogot adott. Valószínű, hogy e Batiztól kapta nevét a falu.
További névváltozatai:
Neve 1760–1762 között B(atiz) Poján néven, mint puszta fordult elő, 1808-ban Pojána (Batiz-), Polendorf, Botizá-Pojáná, Batiz-Poján, 1913-ban Rákosfalva néven volt említve.
A község a hagyományok szerint egykor a mostani helyétől délebbre feküdt és csak az újabb betelepülés után költözött jelenlegi helyére.
A falu kezdetektől az egykor a láposi aranybányákat is birtokló Bánffy család birtokában volt.
1611-ben Füzi Ferenc birtoka volt. Az 1750-ben végzett összeíráskor Oláhlápossal együtt írták össze, akkor ennek határában feküdt s ennek sorsában osztozott s csak 1760 után vált külön településsé.
1766-ban mint Oláh-Láposhoz tartozó puszta, ahol 20 zsellér élt itt 17 telken.
1777-ben Mária Terézia királynő az akkor Oláhláposhoz tartozó pusztát a nagybányai bányaigazgatóságnak adta zálogba.
1786-ban* birtokosa királyi birtok, 1820-ban pedig a nagybányai pénzverőhivatalé. 1898-ban kincstári birtok volt, a nagybányai magyar királyi főerdőhivatal kezelése alatt. Román lakossága az 1800-as évek végén szén- és mészégetéssel valamint földműveléssel foglalkozott. A mai lakosság is főleg mezőgazdasággal és fakitermeléssel foglalkozik.

## Nevezetességek

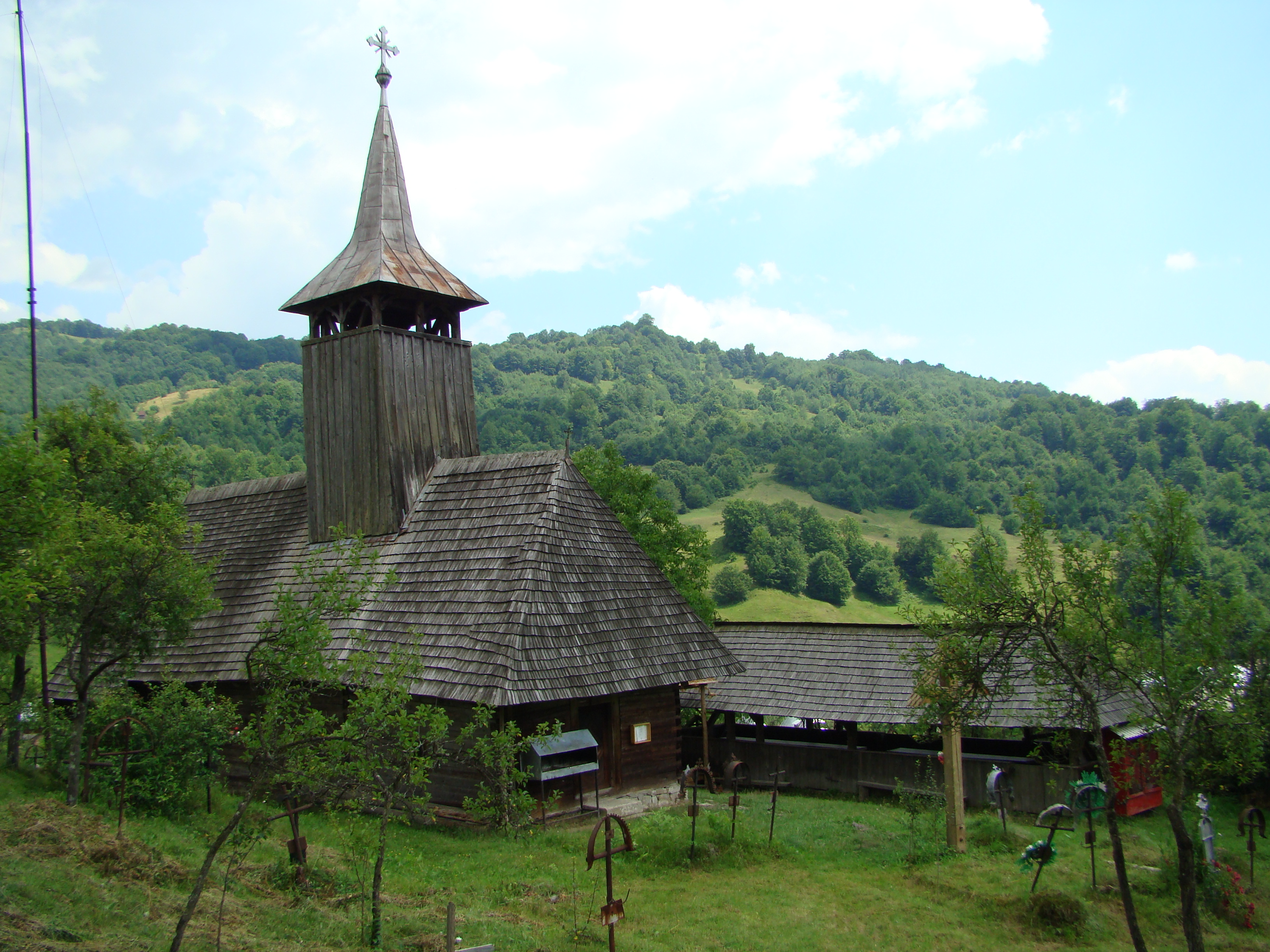
Rákosfalva ortodox fatemploma

- Ortodox fatemplom - a régi helyén fából épült, védő szentjei Péter és Pál apostolok, 1836-ban szentelték föl. Anyakönyveit 1830 óta vezetik. Harangjai: 1866. és 1891. évekből valók.
- Természetvédelmi terület - "Bones barlang" Az ide vezető völgy bal oldalán a mészkőhegységben egy 20 méter mélységű cseppkő barlang („Kéldáré”) van. 1885-ben az itt talált őskori állatcsontokat a kolozsvári múzeumba szállították. A barlangot a nép a haramia Pintye egyik rejtekhelyének tartotta, azért sokan Pintye házának is nevezték.